# سیارک ۱۰۳۹۲
سیارک ۱۰۳۹۲ (به انگلیسی: 10392 Brace، نام‌گذاری: 1997RP7) ده هزار و سیصد و نود و دومین سیارک کشف شده‌است که در ۱۱ سپتامبر ۱۹۹۷ کشف شد.
قدر مطلق سیارک برابر ۱۳٫۸۰ است.